# Turó de Castellví
El Turó de Castellví és una muntanya de 461 metres que es troba al municipi de Barcelona, a la comarca del Barcelonès.